# 대평초등학교 (부산)
대평초등학교는 대한민국 부산광역시 영도구에 있는 공립 초등학교이다.

## 학교 연혁
- 1966년 10월 15일: 개교

학교에 속해있는 양궁부가 있다.
방송부가 있다

## 참고 자료
- 대평초등학교 - 한국교육학술정보원 학교알리미